# Jackie Mudie
Jackie Mudie, właśc. John Knight Mudie (ur. 10 kwietnia 1930 w Dundee, zm. 2 marca 1992 w Stoke-on-Trent) – szkocki piłkarz występujący na pozycji napastnika, a także trener.

## Kariera klubowa
Mudie jako junior grał w zespołach z Dundee – Lochee Harp oraz Stobswell Juniors. We wrześniu 1946 został zawodnikiem angielskiego Blackpool, grającego w Division One. W maju 1947 podpisał pierwszy zawodowy kontrakt z klubem, a w sezonie 1949/1950 zadebiutował w drużynie Blackpool w meczu ligowym. W sezonie 1950/1951 wraz z zespołem dotarł do finału Pucharu Anglii, w którym Blackpool został pokonany przez Newcastle United. W sezonie 1952/1953 Mudie wraz z Blackpool ponownie osiągnął finał Pucharu Anglii i tym razem zwyciężył w nim, pokonując Bolton Wanderers. W sezonie 1955/1956 Mudie wraz z zespołem wywalczył wicemistrzostwo Anglii. Graczem Blackpool był do marca 1961.
Następnie odszedł do Stoke City z Division Two. Latem 1961 przebywał na wypożyczeniu w kanadyjskim Toronto City, po czym wrócił do Stoke. W sezonie 1962/1963 awansował wraz z nim do Division One. W listopadzie 1963 przeszedł do zespołu Port Vale z Division Three. W sezonie 1964/1965 spadł z nim do Division Four. W Stoke Mudie występował do maja 1967. Potem grał w walijskiej drużynie Oswestry Town, jednak jeszcze w 1967 roku zakończył karierę.

## Kariera reprezentacyjna
W reprezentacji Szkocji Mudie zadebiutował 20 października 1956 w zremisowanym 2:2 meczu British Home Championship z Walią, a 21 listopada 1956 w wygranym 2:0 towarzyskim pojedynku z Jugosławią strzelił swojego pierwszego gola w drużynie narodowej.
W 1958 roku został powołany do kadry na mistrzostwa świata. Zagrał na nich w spotkaniach z Jugosławią (1:1), Paragwajem (2:3; gol) oraz Francją (1:2), a Szkocja zakończyła turniej na fazie grupowej.
W latach 1956–1958 w drużynie narodowej Mudie rozegrał 17 spotkań i zdobył 9 bramek.

## Kariera trenerska
W marcu 1965 Mudie został grającym trenerem zespołu Port Vale i funkcję tę pełnił do maja 1967. W późniejszych latach prowadził jeszcze drużynę Northwich Victoria, a także amerykański zespół Cleveland Cobras.